# Dagstelegrafen
Dagstelegrafen var en dagstidning utgiven i Stockholm från 1 april 1870 till 24 januari 1871  Tidningen trycktes i Associationsboktryckeriet till den 17 oktober 1870  samt 23 december 1870 till 24 januari 1871. Resten av tiden tryckte Stockholms tidningstryckeri.  Typsnitt var antikva
Tidningen var daglig och kom ut alla dagar i veckan även söndagar. Tidningen hade 4 sidor i folio med tre spalter eller fyra spalter på formatet 40 x 28,5 cm. Priset var 1 riksdaler 20 skilling banco per månad eller 10 riksdaler för ett år.
Periodisk bilaga kom ut oregelbundet med varierande allmänt innehåll.
Redaktör och utgivare var förre rådmannen C. O. Simmingsköld, vilken erhöll utgivningsbevis 31 mars 1870 som  han överlät den 17 juni 1870 till apotekaren E. W. Henschen. Bland medarbetarna var Maximilian Axelson.